# 윌리 러셀

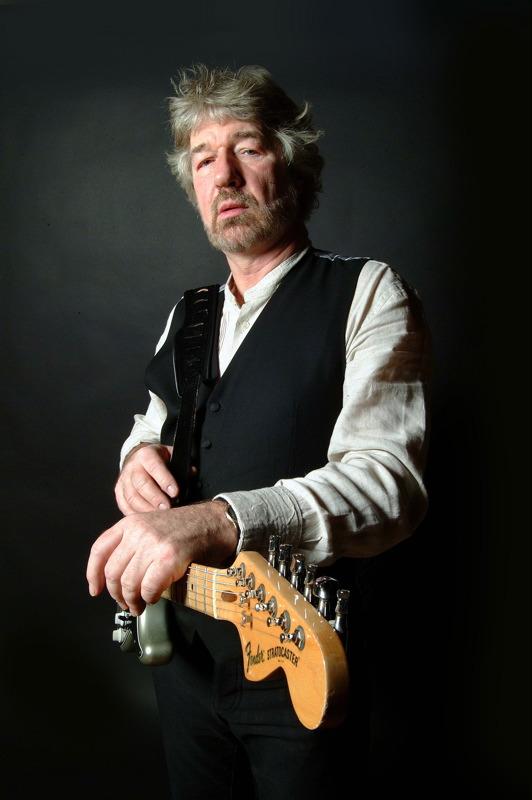

윌리 러셀(Willy Russell, 1947년 8월 23일 ~ )은 영국의 극작가이다.
1947년 영국 리버풀에서 태어났다. 노동자들의 삶과 투쟁을 주제로 한 연극과 뮤지컬을 주로 선보여 왔다. 가장 유명한 작품으로는 ＜리타 길들이기＞, ＜블러드 브러더스＞가 있다. 특히 ＜리타 길들이기＞는 1980년 초연되어 큰 성공을 거두었다. 주요 희곡상, 연극상을 수상했을 뿐만 아니라 전 세계적으로 공연되어 흥행했다.
그 외 주요 작품으로는 ＜The Mystery of Charles Dickens＞(2001), ＜Shirley Valentine＞(1986), ＜Stags and Hens＞(1978) 등이 있다.
윌리 러셀은 작품에서 출신이 다른 인물들의 관계를 통해 이들의 차이를 탐색함으로써 계급, 교육, 노동자 투쟁의 주제를 드러내는 데 중점을 둔다. 그 외 그가 작품에서 자주 다루는 주제로는 정체성, 자아 발견, 성장과 같은 것들이 있다.